# Basilisc de Reus
El Basilisc de Reus és un element del Seguici Festiu de la ciutat.

## Història
Segons la veu popular, el Basilisc neix d'un ou de gall, fecundat per una serp i covat per un gripau. Quan neix té les característiques dels progenitors: cap de gall, cua de serp i cos de gripau. Altres versions fan néixer el Basilisc de la sang que vessa Medusa en ser decapitada.
Pel que fa al Basilisc com a element festiu només hi ha una referència al Dietari o llibre de Jornades, de Jaume Safont, on diu que el 8 de desembre de 1423 "arriba en la platja de Barchinona lo senyor rey ab XVII galeres, qui vénen de Nàpols […] vengueren lo davant lo pont molts entramesos, ço és peradís, ifern, lo basalís, lo fènichs, l'àliga, e la processó de la Seu...". Es desconeix la forma de les figures.
Amb aquestes referències, un grup de persones, l'Estol del Basilisc, de Reus, inicià el projecte de creació del Basilisc, que va ser encarregada a l'escultor Manel Llaurador Fortuny, també creador de l'Àliga, la Víbria, el Bou i el Gegant Carrasclet de Reus, entre d'altres. És una figura de nova creació, feta a partir de descripcions i iconografies antigues, i és singular en el panorama del bestiari festiu català. El Basilisc, pintat a l'oli, compta com a principal element distintiu uns ulls de vidre en què és impossible distingir-hi la nineta. Quan la bèstia executa el seu ball solemne, però, se li il·luminen i deixen entreveure una nineta de color vermell que atemoreix grans i petits. Segons la llegenda, el basilisc matava tan sols amb la mirada.
Les músiques acompanyen la coreografia pròpia de la bèstia i són la "Marxa del basilisc de Reus" i el "Ball Solemne del Basilisc de Reus", compostes per Jordi Brunet i harmonitzades per Jesús Ventura. Els instruments són gralles i metall El 28 de juny de 2008 el Basilisc va ser entregat a l'Ajuntament. L'endemà, Sant Pere, la bèstia inicià el protocol d'oferir el Ball Solemne del basilisc de Reus a alguna personalitat reusenca. El 2014 el Ball de Diables de Mataró ha incorporat un Basilisc al bestiari festiu de la ciutat

## Protocol[4]
Les sortides protocol·làries del Basilisc de Reus durant l'any a la seva ciutat són:
Per la Festa Major de Sant Pere (28 i 29 de juny)
- 28 de juny (tarda) - L'anada a Completes - Sortida des de l'Ajuntament conjuntament amb la resta del Seguici Festiu direcció a la Prioral. En arribar es dona pas a les autoritats i es finalitza tornant cap a l'Ajuntament.
- 29 de juny (matí) - Ball de lluiment* - A la plaça Mercadal conjuntament amb la resta Seguici Festiu, el Basilisc fa el seu ball solemne.
- 29 de juny (tarda) - L'anada a l'Ofici - Sortida des de l'Ajuntament conjuntament amb la resta del Seguici Festiu direcció a la Prioral. En sortir el reliquiari de Sant Pere, processó pels carrers cèntrics de la ciutat.

Per la Festa Major de Misericòrdia (24 i 25 de setembre)
- 24 de setembre (tarda) - Cercaviles pel centre de la ciutat - Sortida lliure conjuntament amb la resta del Seguici Festiu pels carrers del centre de la ciutat.
- 25 de setembre (matí) - Baixada al Santuari - Conjuntament amb la resta del Seguici Festiu baixada al Santuari de la Mare de Déu de Misericòrdia.
- 25 de setembre (tarda) - Ballada conjunta - A la plaça del Santuari de la Mare de Déu de Misericòrdia ballada conjunta del Seguici Festiu.

## Característiques[5]
- Presentació: 15 de setembre de 2007
- Material: Fibra de vidre, estructura de ferro, ulls i plomes de vidre
- Pes: 65 kg.
- Llargada: 2,60 m.
- Amplada: 1,24 m.
- Alçada: 2,40 m.
- Escultor:Manel Llauradó Fortuny de Reus
- Tracció: Portada interiorment per 1 persona
- Acompanyament musical: Formació de Ministrers.
- Músiques pròpies: Composició realitzada per Jordi Brunet i Castellano de Reus i harmonització per Jesus Ventura